# Датчик Голея

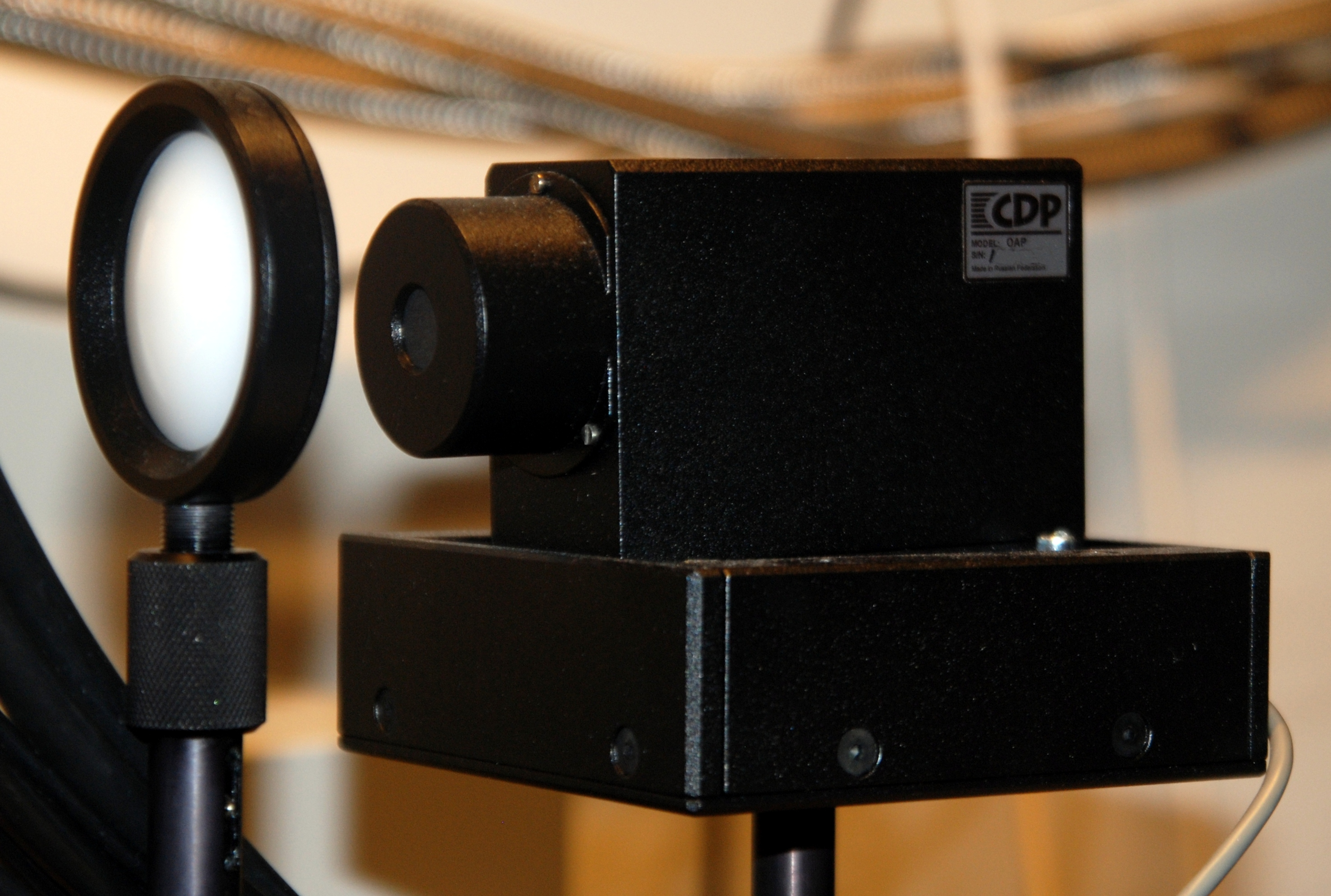
Датчик Голея

Давач Голея є різновидом оптико-актистичних детекторів і використовується в основному для інфрачервоної спектроскопії. Він складається з камери, яку заповнено газом, що поглинає інфрачервоне випромінювання та гнучкої мембрани. Коли інфрачервоне випромінювання потрапляє до камери, воно нагріває газ, призводячи до його розширення. У результаті збільшення тиску, відбувається деформація мембрани. Світло, яке відбивається від мембрани, реєструється фотодіодом, таким чином рух мембрани призводить до зміни сигналу на фотодіоді. Концепцію пристрою вперше було змальовано, його розробником Марселем Голеєм, на честь якого, пристрій і названо.
Давач Голея має високу чутливість та прямолінійну характеристику у дуже широкому діапазоні частот. Час відгуку невеликий, порядку 10 мс. Продуктивність детектора пов'язана з наявністю механічних коливань.